# Panzoult
Panzoult ist eine französische Gemeinde mit 599 Einwohnern (Stand: 1. Januar 2022) im Département Indre-et-Loire in der Region Centre-Val de Loire; sie gehört zum Arrondissement Chinon und zum Kanton Sainte-Maure-de-Touraine. 

## Geographie
Die Gemeinde Panzoult liegt im Regionalen Naturpark Loire-Anjou-Touraine, etwa 29 Kilometer südwestlich von Tours an der Vienne, die die Gemeinde im Süden begrenzt. Umgeben wird Panzoult von den Nachbargemeinden Cheillé im Norden, Avon-les-Roches im Nordosten und Osten, Crouzilles im Südosten, L’Île-Bouchard im Südosten und Süden, Sazilly im Südwesten, Cravant-les-Côteaux im Westen sowie Rivarennes im Nordwesten.

## Bevölkerungsentwicklung
| Jahr                       | 1962 | 1968 | 1975 | 1982 | 1990 | 1999 | 2006 | 2012 | 2021 |
| Einwohner                  | 627  | 554  | 525  | 481  | 551  | 564  | 570  | 549  | 613  |
| Quellen: Cassini und INSEE |      |      |      |      |      |      |      |      |      |

## Sehenswürdigkeiten
- Kirche Saint-Vincent aus dem 12. Jahrhundert, Monument historique
- Ruine der Kapelle Sainte-Madeleine aus dem 15. Jahrhundert in Le Croulay
- Ruine des Franziskanerkonvents
- altes Pfarrhaus aus dem 17. Jahrhundert
- Schloss Le Pressoir aus dem 16. Jahrhundert, Monument historique
- Herrenhaus von Le Croulay aus dem 15. Jahrhundert
- Schloss Panzoult aus dem 15. Jahrhundert
- Taubenturm La Fuie de Roncé

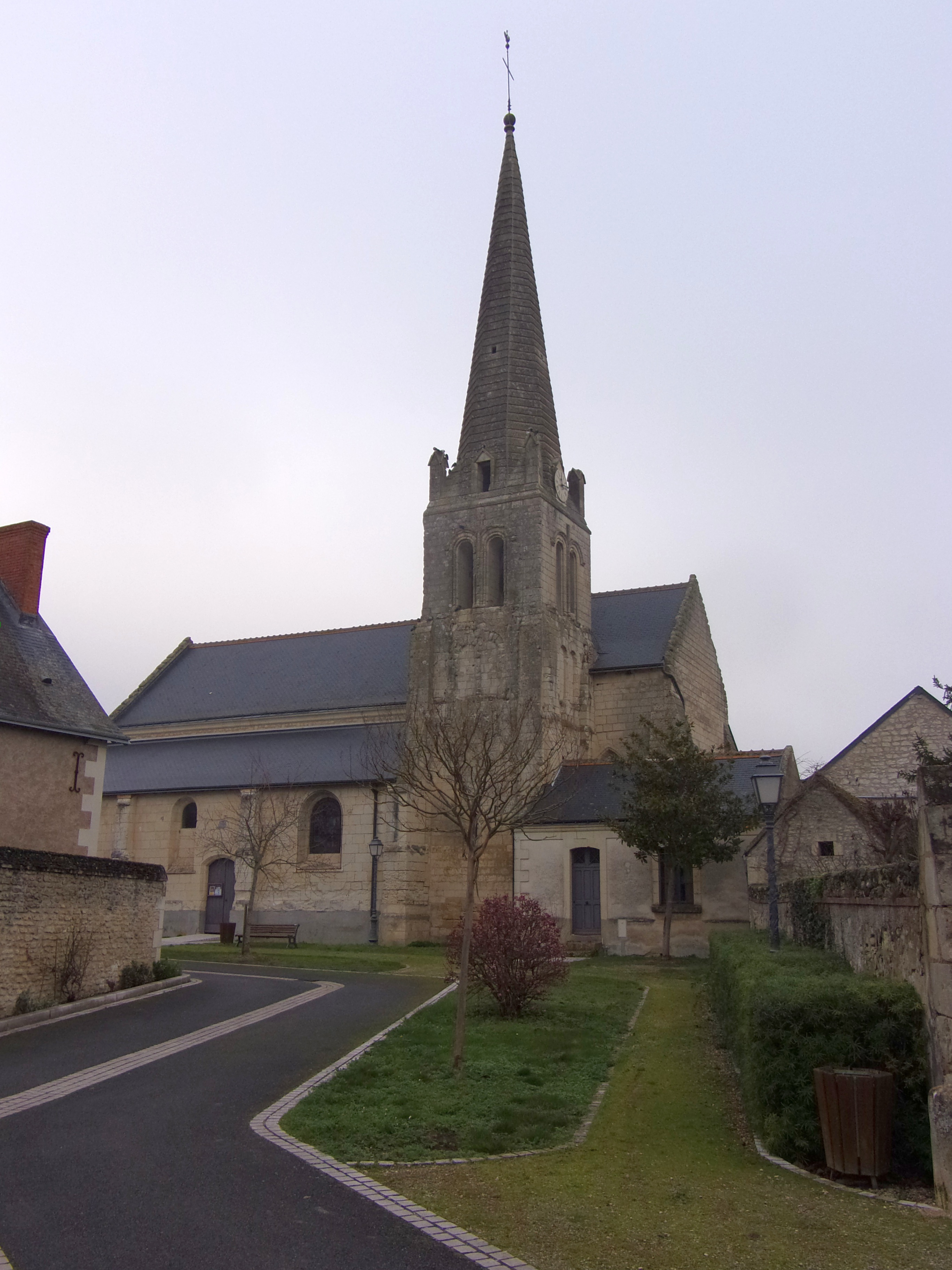
Kirche Saint-Vincent
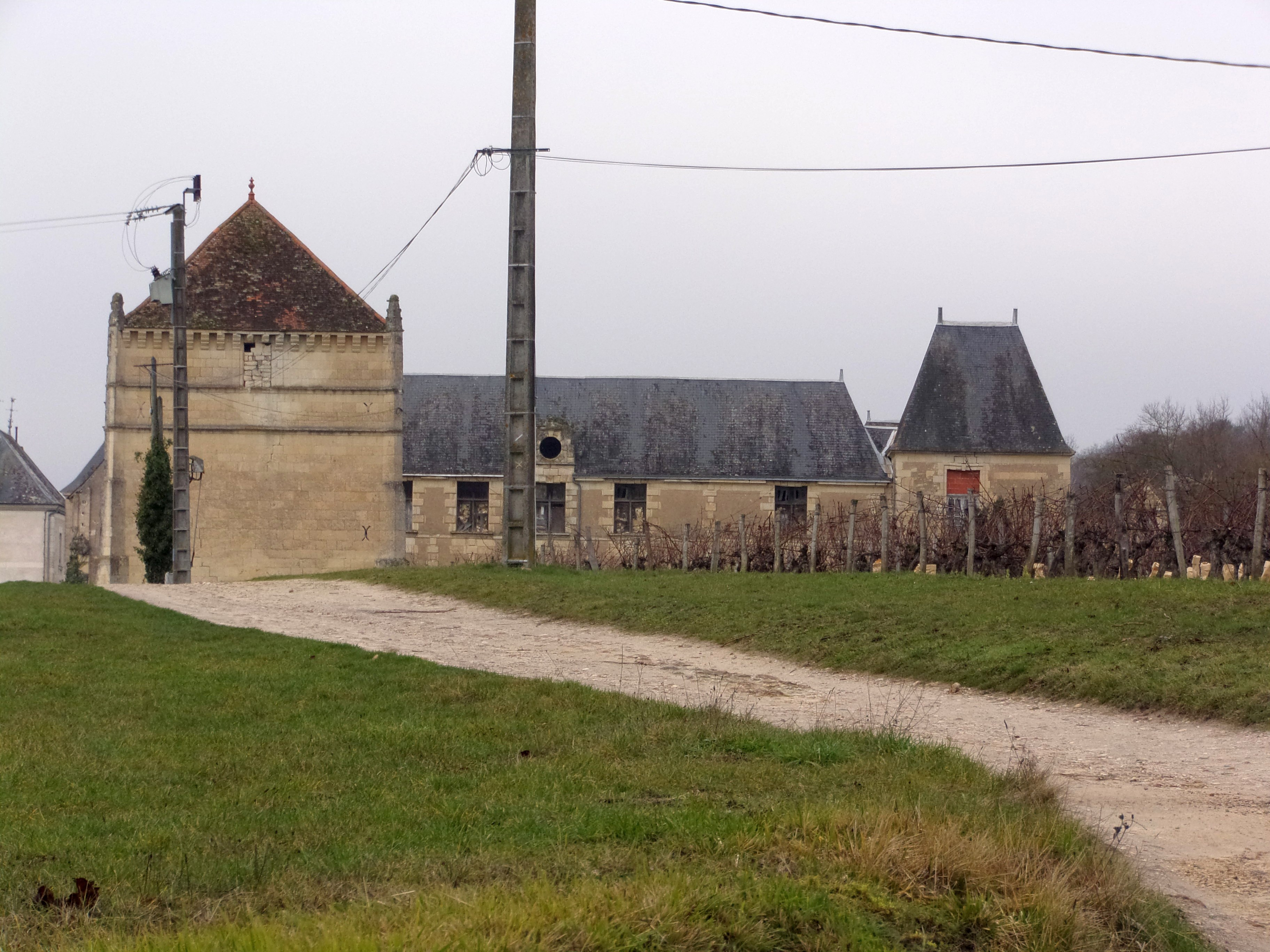
Schloss Le Pressoir
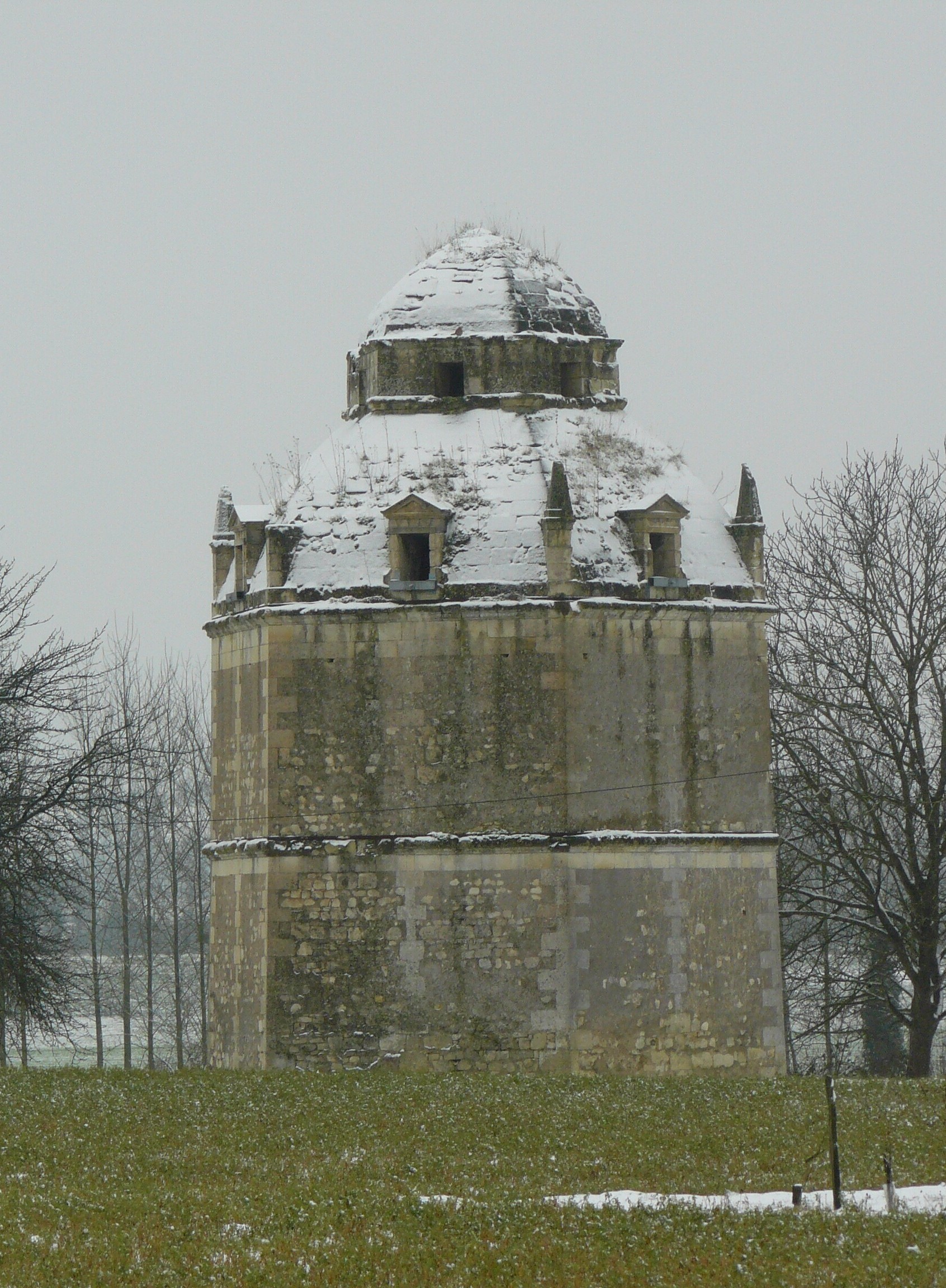
Taubenturm